# Досымбетов, Тимур Камалович
Тиму́р Кама́лович Досымбе́тов (17 декабря 1957, Алма-Ата, Казахская ССР, СССР — 3 декабря 2015, Алматы, Республика Казахстан) — советский спортсмен по современному пятиборью, Заслуженный мастер спорта СССР (1982). Чемпион мира (1982), неоднократный победитель и призёр всесоюзных и международных соревнований.
Выступал за «Динамо» (Алма-Ата). По национальности — казах.

## Биография
Пришёл в современное пятиборье в 1969 году совсем мальчишкой, ему было тогда лет 12. По воспоминаниям его тренера Валерия Кашельского уже тогда Тимур проявил себя работоспособным, целеустремленным спортсменом, целиком и полностью посвятив себя спорту. Сначала занимался плаванием, затем выбрал пятиборье. Ему хорошо удавались технические виды современного пятиборья: стрельба, фехтование и верховая езда (конкур), хотя и в других он показывал хорошие результаты.
На протяжении многих лет был ведущим пятиборцем Республики Казахстан. С 1979 по 1983 годы входил в основной состав сборной команды СССР по современному пятиборью.
Окончил Казахский государственный институт физической культуры (1981). Преподаватель физического воспитания. Член КПСС (1982—1991).
В 1983 году после завершения спортивной карьеры — инструктор по спорту высшей квалификации спортивной команды при УВВ МВД СССР по Средней Азии и Казахстану.
С 1984 года — старший тренер сборной Казахстана по современному пятиборью.
С 1987 года — начальник учебно-спортивного отдела Республиканского совета ФСО «Динамо».
С 1990 года — первый президент Национального олимпийского комитета Казахстана.
С 1993 года — первый заместитель председателя Казахского ФСО «Динамо», первый вице-президент Национального олимпийского комитета по совместительству.
С 2002 года — снова президент Национального олимпийского комитета Республики Казахстан.
С 2006 года по н/в — Генеральный секретарь Национального олимпийского комитета Республики Казахстан.
Так же является членом исполкома Международной спортивной федерации по современному пятиборью, членом технического комитета Олимпийского совета Азии, вице-президент Федерации современного пятиборья Казахстана, член Всемирного клуба мушкетеров.
Полковник внутренней службы.
Женат. Супруга — Туткибаева Гульжан Усанбековна. Народная артистка РК (балерина). Сын — Досымбетов Камал Тимурович (1980 г.р.).
Скончался 3 декабря 2015 года.

## Спортивные достижения
- Бронзовый призёр VII Летней Спартакиады народов СССР в командном первенстве (1979)
- Победитель открытого чемпионата Мексики (1981, Мехико).
- Обладатель Суперкубка Гостелерадио СССР (1981, Москва).
- Обладатель Кубка СССР (1981, Москва) в команде.
- Зимний чемпион СССР в личном первенстве (1982, Таллин).
- Чемпион мира в командном первенстве (1982, Рим, Италия).
- Заслуженный мастер спорта СССР по современному пятиборью (1982).

## Государственные награды
- Орден «Курмет» (2008)
- медаль «Астана» (1998)
- медаль «10 лет независимости Республики Казахстан» (2001)
- почётные грамоты Президиума Верховного Совета Казахской ССР (1983) и Республики Казахстан (1996)

## Международное признание
На состоявшемся в ноябре 2016 года во Франкфурте (Германия) 68-м Конгрессе Международного Союза современного пятиборья президент UIPM доктор Клаус Шорман объявил о том, что имя Тимура Досымбетова, выдающегося спортсмена РК, первого президента НОК Республики Казахстан, члена исполкома UIPM и AMPC в разные годы, внесено в зал славы UIPM Олимпийского музея в г. Лозанна (Швейцария) . За свой огромный вклад в развитие современного пятиборья и олимпийского движения Тимур Досымбетов был посмертно удостоен медали «Почетный член UIPM».